# 4167 Riemann
4167 Riemann је астероид главног астероидног појаса чија средња удаљеност од Сунца износи 2,583 астрономских јединица (АЈ).
Апсолутна магнитуда астероида је 11,8.